# Armando Gnisci
Armando Gnisci (Martina Franca, 27 febbraio 1946 – Roma, 17 giugno 2019) è stato un critico letterario italiano.
È stato professore associato di letteratura comparata presso l'Università "La Sapienza" di Roma.

## Biografia
Studioso della decolonizzazione e della transculturazione, Gnisci indicò tali categorie culturali come le guide opportune per la civiltà europea per mutare creativamente sé stessa agendo socialmente e transculturalmente insieme ai migranti, e partecipando così alla nuova storia del mondo, che non è più quella europea.
La produzione saggistica di Gnisci è riconosciuta e tradotta in Cina, nel mondo arabo (Egitto), in India, negli Stati Uniti, e soprattutto in Africa e nel mondo caraibico e latino-americano.
Gnisci fu, nel 1991, il primo studioso a segnalare l'esistenza nascente di una Letteratura Italiana della Migrazione e della Mondializzazione (LIMM) con il libro Il rovescio del gioco del 1992. Da allora seguì il movimento LIMM partecipandovi soprattutto editorialmente, e pubblicando senza soluzione di continuità libri e saggi sull'argomento. Sua fu la fondazione della Banca dati BASILI (1997) presso l'ex Dipartimento di Italianistica della Sapienza di Roma e della rivista "Kuma. Creolizzare l'Europa" (2001) ripresa poi (2012) nella "Rivista dell'Arte".
Nel 2010 lasciò l'insegnamento universitario.
Il 16 maggio 2011 lanciò un “Manifesto Transculturale”, poi da lui rinominato "Transmantra", nel quale introdusse in Europa il pensiero della poetica-prassi della Transculturazione. Il manifesto fu tradotto in diverse lingue. Ad esso aderirono studiosi umanisti da diverse parti del mondo.
Nel 2012 donò alla Biblioteca Comunale di Lanuvio, un ricco patrimonio di volumi e carte sulla LIMM e sulla Letteratura comparata in Italia.
Nello stesso anno venne nominato membro ordinario dell'Academia Europæa, con sede a Londra, che riunisce scienziati e umanisti europei e non.
Nel febbraio 2016 pubblicò il suo ultimo lavoro "Esercizi italiani di anticolonialismo".
Nel 2017 il database degli scrittori migranti in lingua italiana, da lui fondato nel 1997, è ritornato online, con il nuovo nome BASILI&LIMM (Banca dati degli Scrittori Immigrati in Lingua Italiana e della Letteratura Italiana della Migrazione Mondiale).

## Riconoscimenti
- 1999, Medaglia d'Onore della Facoltà di Lettere dell'Università di Belgrado
- 2010, Medaglia alla Resistenza linguistica, Roma

## Opere
- Scrittura e struttura, Silva, Roma, 1970
- La letteratura del mondo, Carucci, Roma, 1984
- Spighe. Saggi di letteratura comparata I, Carucci, Roma, 1986
- Appuntamenti. Saggi di letteratura comparata II, Carucci, Roma, 1989
- Il colore di Gaia. Azzurro, Carucci, Roma, 1989
- Lettere & Ecologia, Carucci, Roma, 1990
- Appunti per un avviamento allo studio generale e comparato della letteratura, Carucci, Roma, 1990
- Noialtri europei, Roma, Bulzoni 1991 (2ª ed. accresciuta 1994)
- Il rovescio del gioco, Carucci, Roma, 1992
- La letteratura del mondo, Sovera, Roma, 1993
- minimo comune multiplo, Bulzoni, Roma, 1994
- Sofà orientale occidentale, Bulzoni, Roma, 1994
- (con Franca Sinopoli) Comparare i comparatismi. La comparatistica letteraria oggi in Europa e nel mondo, Lithos, 1995
- Ascesi e decolonizzazione, Lithos, Roma, 1996
- (con Franca Sinopoli) Manuale storico di letteratura comparata, Meltemi, Roma, 1997
- La Letteratura Italiana della Migrazione, Lilith, Roma, 1998
- Quattro conti, Sallustiana, Roma, 1998
- Creoli meticci migranti clandestini e ribelli, Meltemi Editore, Roma, 1998
- Poetiche dei mondi, Meltemi Editore, Roma, 1999
- Forse questo è il confine, Meltemi Editore, Roma, 1999
- (con Dionyz Durisin) Il Mediterraneo. Una rete interletteraria, Bulzoni, Roma, 2000
- Introduzione alla Letteratura comparata (a cura di), Bruno Mondadori, Milano, 1999 (2ª edizione 2002)
- Una storia diversa, Meltemi Editore, Roma, 2001
- (con Nora Moll) Diaspore europee & Lettere migranti, Edizioni Interculturali, Roma, 2002
- Poetiche africane, Meltemi Editore, Roma, 2002
- Da noialtri europei a noitutti insieme. Saggi di letteratura comparata, Bulzoni, Roma, 2002
- Creolizzare l'Europa. Letteratura e migrazione, Meltemi Editore, Roma, 2003
- Via della Decolonizzazione europea, Cosmo Iannone, Roma, 2004
- Biblioteca interculturale. Via della Decolonizzazione europea, n. 2, Odradek Edizioni, Roma, 2004
- Allattati dalla lupa, Sinnos editrice, Roma, 2005
- Mondializzare la mente, Cosmo Iannone, Roma, 2006
- Nuovo Planetario Italiano, Città aperta, Troina, 2006
- Decolonizzare l'Italia, Bulzoni Editore, Roma, 2007
- La Voie du mouton, Editions PANAFRIKA, Dakar, 2007
- Di cosa parliamo quando parliamo di Letteratura comparata, Bulzoni, Roma, 2009
- L'educazione del te, Sinnos, Roma, 2009
- La letteratura del mondo nel XXI secolo, Bruno Mondadori, 2010
- Una ricerca a prova d'aula. Per una revisione transculturale del curricolo di italiano e di letteratura, la meridiana, Molfetta, 2012
- Via della Transculturazione e della Gentilezza, Ensemble, Roma, 2013
- We, The Europeans - Italian Essays on Postcolonialism, The Davies Group Publishers, Aurora, Colorado (USA), 2014
- Manifiesto-Ensayo de la transculturación europea, Casa del las Américas, La Habana (Cuba), 2014
- Esercizi italiani di anticolonialismo, Edizioni Efesto, Roma, 2016